# Lielā Jugla
La grande Jugla (en letton : Lielā Jugla) est un cours d'eau en Lettonie.

## Présentation
La Lielā Jugla s'écoule sur 63 kilomètres, à travers les communes de Sigulda et  Ropaži.
La source de la rivière est située dans la paroisse Mālpils de la municipalité de Sigulda, à 71 m d'altitude, où elle est formée par le confluent du Mergup et de la Suda.
Le dénivelé de la rivière est de 71 m, la pente est de 1,1 m par km.
Lielā Jugla commence au confluent des rivières Suda et Mergupe dans le village de Sidgunda.
La Mazā Jugla conflue avec la Lielā Jugla formant ainsi la rivière Jugla peu avant son embouchure dans le lac Jugla, à la frontière orientale de la ville de Riga avec les municipalités de Garkalne et Stopiņi.
Dans pratiquement tous ses cours, la rivière s'écoule le long de la plaine de la Lettonie centrale, la plaine de Madliena et plus loin le long de la plaine de Ropaži, seule la fin de son cours inférieur au confluent avec Mazā Jugla  entre dans la plaine côtière de Riga. La rivière serpente à travers une zone boisée.
Les rives sont généralement basses, avec à certains endroits des affleurements rocheux dévoniens. Dans les cours inférieurs des estuaires de Krievupe et de Tumšupe, il existe de nombreuses basses plaines inondables et d'anciens lacs.
La centrale hydroélectrique de Ropaži est située sur la rivière Lielā Jugla.

## Galerie

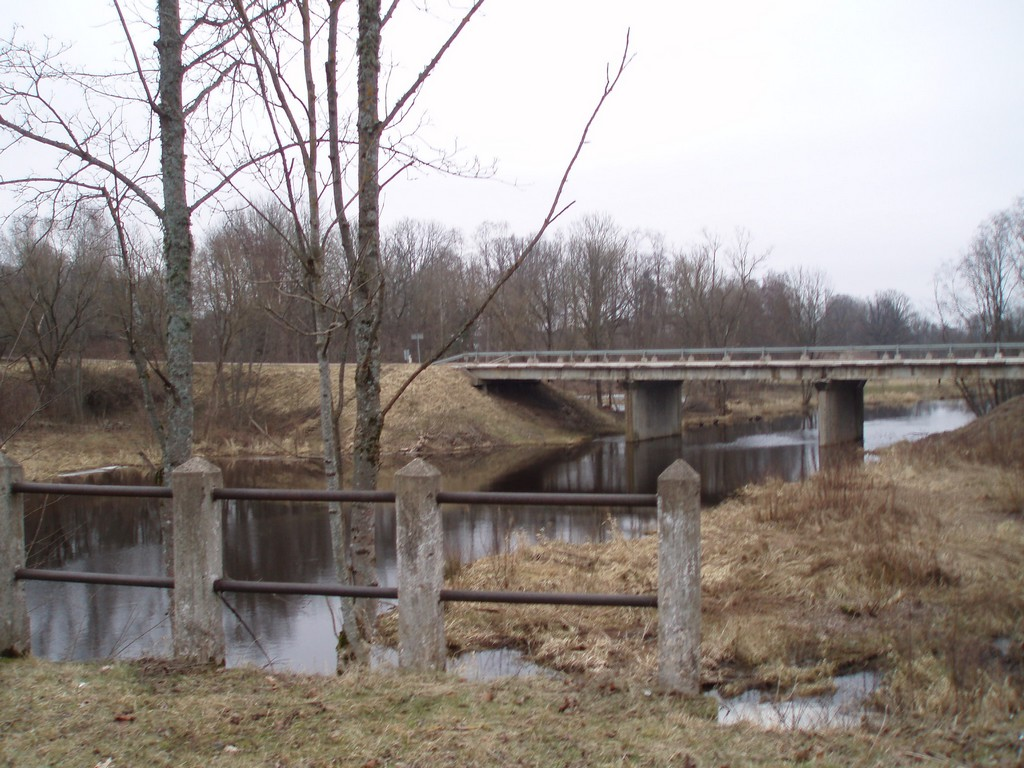
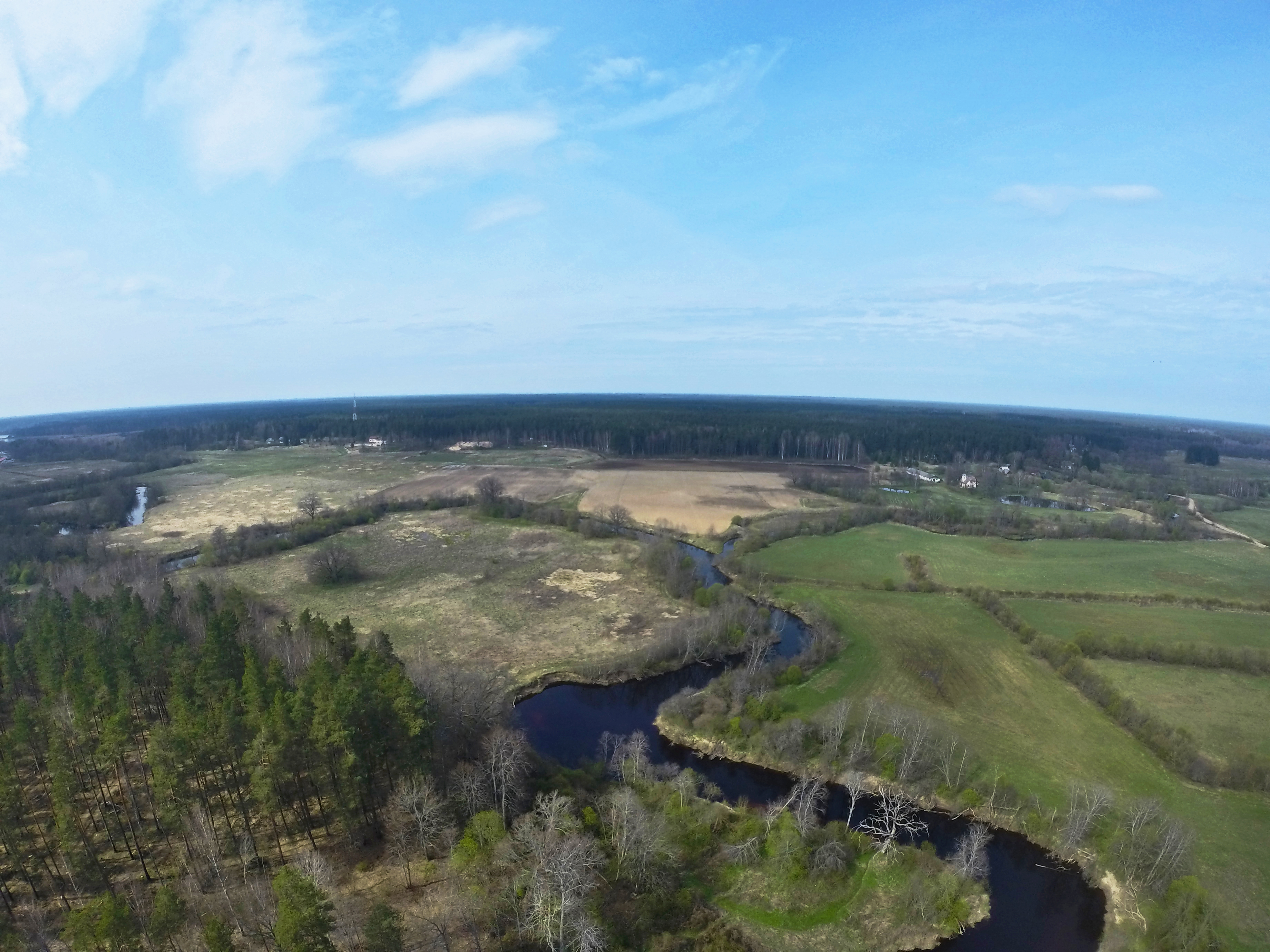